# Couvent des Cordeliers de Dole
Le couvent des Cordeliers de Dole est un ancien couvent franciscain, érigé à partir de 1392, reconstruit en 1572, et restauré vers 1720, à Dole, dans les actuels département du Jura et région Franche-Comté. Il abritait jusqu'en 2017 le palais de Justice de Dole. L'édifice fait l'objet de plusieurs inscriptions et classement au titre des monuments historiques, depuis 1913.

## Localisation

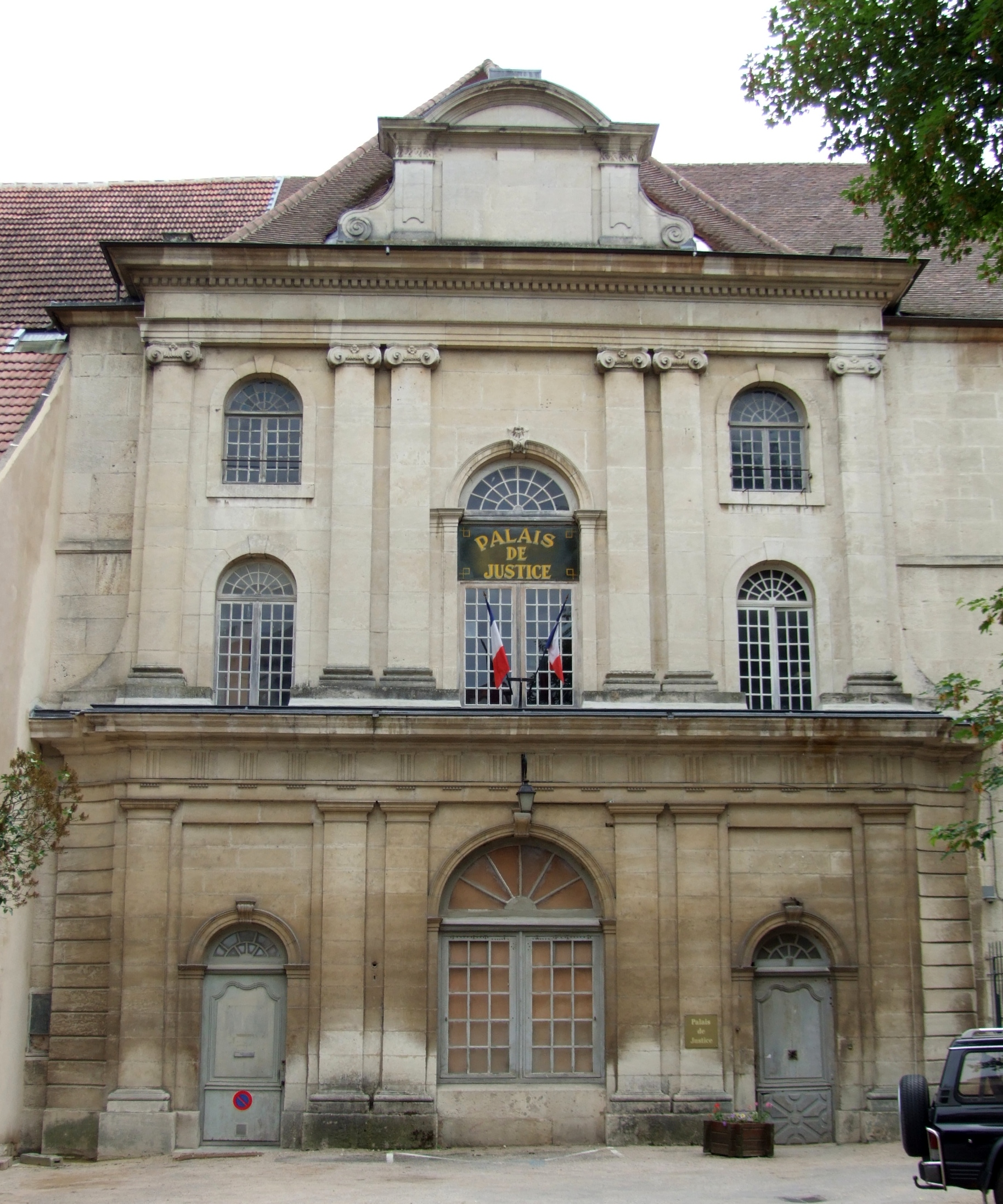
Corps principal (ancien palais de Justice).

L'édifice se situe au 39 rue des Arènes, à Dole.

## Historique
En 1372, les Cordeliers, appuyés par la puissante famille de Rye, la comtesse de Bourgogne Marguerite Ire, et les Dolois, obtiennent du pape Grégoire XI, l'autorisation de fonder un couvent, pour douze religieux, à Dole.
Les frères s'installent aussitôt dans des bâtiments légués par Thiébaud de Rye et la comtesse, et les travaux d'édification de l'église commencent.
La première pierre du nouveau couvent est posée en 1392, par Thiébaud de Rye.
L'établissement acquit rapidement une réputation telle que certains frères sont appelés pour fonder de nouveaux établissements, à l'instar de celui de Sellières, érigé en 1414, à la demande de Guillaume de Vienne, sire de Saint-Georges. Les effectifs grossissent (entre 20 et 30 religieux).
En 1429, les travaux de l'église sont achevés.
En 1459, après plusieurs années de querelles internes, le duc de Bourgogne Philippe le Bon impose aux Cordeliers de Dole, la réforme de Sainte Colette.
Lors du sac de la ville, par les troupes du roi de France Louis XI, en 1479, le couvent est épargné, mais menace ruine quelques décennies plus tard; si bien qu'en 1521, François Alamand, secrétaire de l'archiduchesse Marguerite d'Autriche, finance sur ses deniers la construction de bâtiments neufs, qui ne s'achève qu'en 1574.
Entretemps, en 1530, la peste touche le couvent sans que les frères n'en informent le magistrat de la ville, qui découvrant le pot-aux-roses, les fait expulser de Dole, par le conseil de la ville, durant plusieurs années.
Lors du siège de 1636, mis par les troupes du cardinal de Richelieu, un boulet tombe près de l'église et en fait éclater les vitraux. Très actifs durant la défense de Dole, 27 des 29 frères y trouvent la mort.
Entre 1731 et 1760, le couvent est restauré par Denis Le Rupt.
En 1791, les bâtiments conventuels sont confisqués en vendus comme bien nationaux, à la ville, qui en fait temporairement une prison, puis y installe, en 1806, la sous-préfecture, le tribunal et la gendarmerie.
En 1826, la ville achète l'église pour y établir un musée et une bibliothèque. Ce projet étant abandonné, l'édifice est revendu à Athanase Bey, ancien avoué, en 1839, qui la transforme en dépôt de vins.
Le couvent abritait un palais de Justice jusqu'en 2017.

## Architecture
Au-dessus de l'entrée du couvent, la date de pose de la première pierre, 1372. Le portail date en revanche de la Renaissance. Il se compose de quatre colonnes de pierres rouges, ornant, de part et d'autre, par paire, l'entrée, et soutenant un imposant tympan, qui renfermait jadis plusieurs statues religieuses.
En face, l'église, est formée d'un grand vaisseau, terminé par une abside à pans et voûté d'ogives.
Les bâtiments conventuels, refaits au XVIIIe siècle s'ordonnent autour du cloître, renfermant, en son centre, un puits du XVIe siècle, et dont les arcades en plein cintre sont portées par des piliers toscans.

### Protection
L'édifice fait l'objet de plusieurs inscriptions et classement au titre des monuments historiques, depuis 1913 :
- le portail et la partie inférieure de la façade extérieure, rue des Arènes, sont classés par arrêté du 22 octobre 1913, rectifié par décret du 30 juin 1914 ;
- le puits, par arrêté du 17 juillet 1924[1] ;
- la porte en fer forgé, est inscrite par arrêté du 13 mars 1950 (annulé et remplacé par l’arrêté d'inscription de 2014) ;
- la partie supérieure de la façade extérieure de la maison attenante, 41 rue des Arènes, dont la partie inférieure est classée, passage et toiture, l'église, toutes les façades sur la cour d'entrée, sur les jardins et le cloître, les toitures, les escaliers en pierre avec leur porte et leur rampe en fer forgé, les soubassements des ailes est et sud, le rez-de-chaussée et la pièce de l'angle sud-ouest de l'étage de l'aile est, les cheminées de l'aile ouest, les murs de soutènement est et sud des jardins; sont inscrits par arrêté du 8 octobre 1991 (annulé et remplacé par l’arrêté d'inscription de 2014) ;
- le corps de logis, façades et toitures, tant sur cour que sur rue, de la maison, 41 rue des Arènes, les escaliers des bâtiments sur rue, les portails de la cour et du jardin avec leurs grilles; sont inscrits par arrêté du 16 décembre 1996 ;
- Le couvent en totalité inscrit par arrêté du 25 mars 2014.